# NGC 3417
NGC 3417 este o galaxie seyfert de tip 2⁠(d) situată în constelația Leul. A fost descoperită în 25 martie 1865 de către Albert Marth.